# Ермоловский проспект
Ермо́ловский проспе́кт — проспект в городе Сестрорецке Курортного района Санкт-Петербурга. Проходит от Пляжной улицы до набережной реки Сестры. Далее продолжается набережной реки Сестры.
Название присвоено в 1898 году в честь А. С. Ермолова, министра земледелия и государственных имуществ в 1894—1905 годах, утвердившего план землеотвода под Курорт и дачную местность. Почти сразу параллельно Ермоловскому проспекту появился Ермоловский переулок.
У Ермоловского проспекта отсутствует участок между Курортной улицей и улицей Максима Горького из-за расположенной там Сестрорецкой железнодорожной линии. Прежде южнее места, где проспект пересекает железную дорогу, располагалась станция Ермоловская.

## Застройка
- № 9 — пансионат «Сестрорецк»

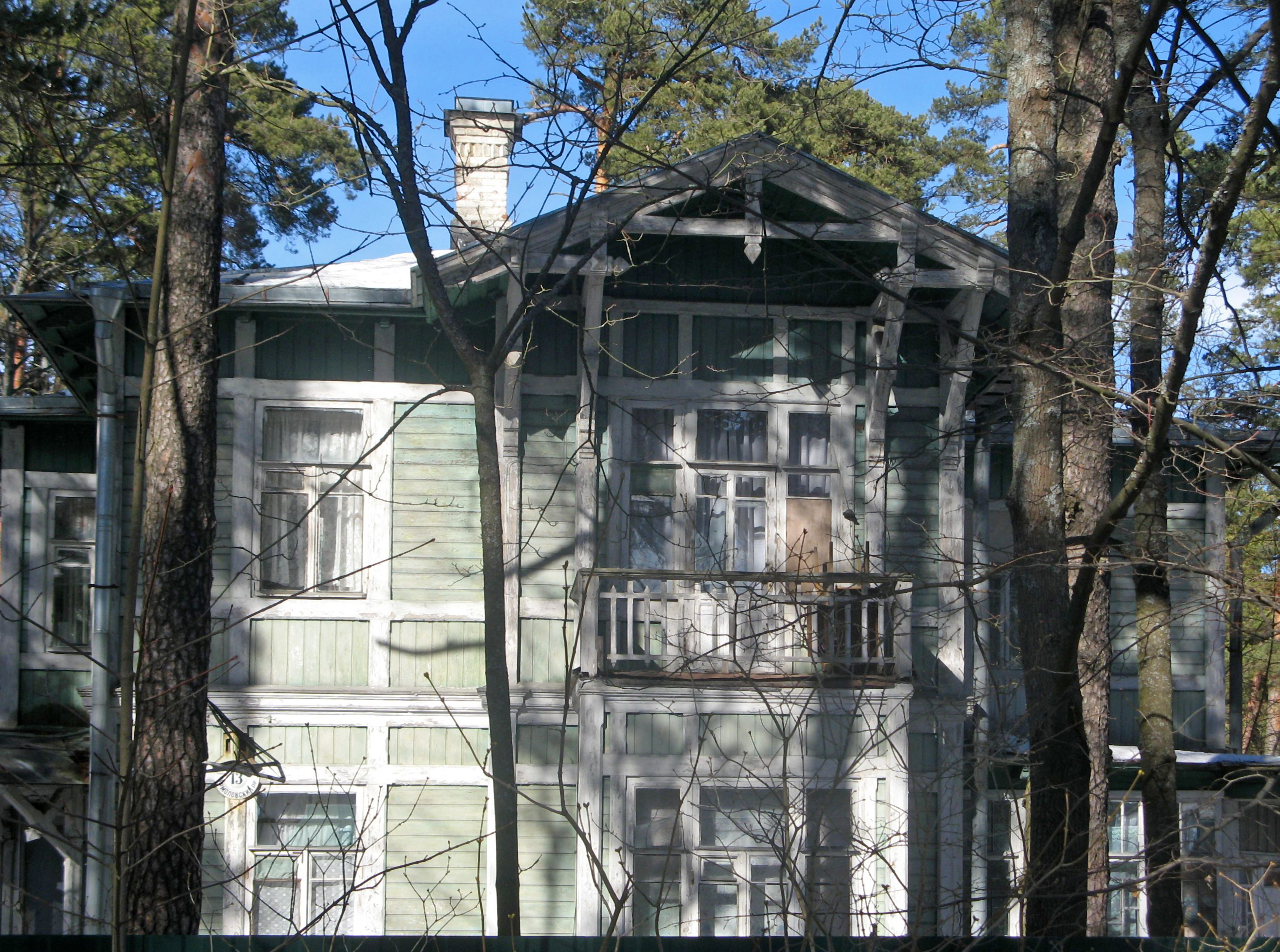
Дача на Ермоловском проспекте

  - литера А — особняк Б. К. Правдзика (1909, гражд. инж. В. А. Косяков; объект культурного наследия федерального значения[4])
  - литера Б — дача Л. И. Косяковой (1909—1911, гражд. инж. В. А. Косяков, при участии гражд. инж. Б. К. Правдзика; объект культурного наследия федерального значения[4])
- № 30 — жилой дом (1924[5]). В 2016 году признан аварийным[6].

## Перекрёстки
- Пляжная улица
- Парковая улица
- Улица Григорьева
- Улица Коммунаров
- Садовая улица / Малая Канонерская улица
- Курортная улица
- Улица Максима Горького